# Gentianopsis komarovii
Gentianopsis komarovii är en gentianaväxtart som först beskrevs av Aleksandr Alfonsovitj Grossgejm, och fick sitt nu gällande namn av H. Toyokuni. Gentianopsis komarovii ingår i släktet strandgentianor, och familjen gentianaväxter. Inga underarter finns listade i Catalogue of Life.